# غاسبر يانسن
غاسبر يانسن (بالدنماركية: Kasper Jensen)‏ (7 أكتوبر 1982 بآلبورغ في الدنمارك - ) هو لاعب كرة قدم دانمركي في مركز حراسة المرمى. شارك مع منتخب الدنمارك تحت 17 سنة لكرة القدم ومنتخب الدنمارك تحت 19 سنة لكرة القدم. أما مع النوادي، فقد لعب مع بادربورن 07 وفيردر بريمن وكارل زايس يينا ونادي سوندرييسكه ونادي سيلكيبورج ونادي ميتييلاند ونادي يورغوردينس وVejle Boldklub Kolding ‏ وفيردر بريمن 2 ‏ وJammerbugt FC ‏.

## وصلات خارجية
- غاسبر يانسن على موقع قاعدة بيانات كرة القدم.إي يو (الإنجليزية)
- غاسبر يانسن على موقع Soccerway.com (الإنجليزية)
- غاسبر يانسن على موقع عالم كرة القدم.نت (الإنجليزية)